# Cinconidină
Cinconidina este un alcaloid cu nucleu chinolinic și chinuclidinic regăsit în speciile Cinchona officinalis și Gongronema latifolium. Chinina este un derivat metoxilat al acestui compus.